# Allogalumna novazealandica
Allogalumna novazealandica är en kvalsterart som beskrevs av Hammer 1968. Allogalumna novazealandica ingår i släktet Allogalumna och familjen Galumnidae. Inga underarter finns listade i Catalogue of Life.